# PARRY
Перрі (PARRY)  — один з перших і найвідоміших чатботів (chatterbot). PARRY було створено 1972 року психіатром Кеннетом Колбаєм в Стенфордському університеті.
Як стверджував автор іншого чатботу, ELIZA, Джозеф Вейценбаум, ELIZA «пародіювала» психотерапевта, тоді як PARRY намагався змоделювати поведінку параноїдального шизофреніка. Програма реалізувала модель поведінки хворого, засновану на тодішніх поняттях та реакціях (прийняти, відкинути, поставитися нейтрально). Кеннет також втілив діалогову стратегію поведінки, що зробило PARRY більш серйозною та просунутою програмою, ніж ELIZA.
PARRY і ELIZA «зустрічалися» кілька разів. Найвідоміші з цих діалогів відбулися 1972 року, де чатботи були з'єднані через ARPANET та «говорили» одне c одним.